# El Pobo
El Pobo es un municipio y localidad española de la provincia de Teruel, en la comunidad autónoma de Aragón. El término municipal, ubicado en la comarca de la Comunidad de Teruel, tiene una población de 98 habitantes (INE 2024).

## Historia
Durante la Edad Media y todo el Antiguo régimen, hasta la división provincial de 1833, fue tierra de realengo, quedando encuadrada dentro de la comunidad de aldeas de Teruel en la sesma del Campo de Monteagudo.
Hacia mediados del siglo XIX, el lugar tenía contabilizada una población de 394 habitantes. La localidad aparece descrita en el decimotercer volumen del Diccionario geográfico-estadístico-histórico de España y sus posesiones de Ultramar de Pascual Madoz de la siguiente manera:

POBO (el): l. con ayunt. en la prov., dióc. y part. jud. de Teruel (5 leg.), aud. terr. de Zaragoza y c. g. de Aragon. sit. sobre una eminencia que se eleva en medio de una estensa llanura, libremente ventilada; el clima es sano y no se conocen enfermedades especiales. Se compone de unas 100 casas de mediana construccion; una escuela de primeras letras medianamente concurrida; igl. parr. (S. Juan y S. Pablo), servida por un cura de entrada y provision ordinaria, y un cementerio que en nada perjudica á la salud pública. Confina el térm. por el N. con el de Ababuz; E. Alepuz; S. Monteagudo y Cedrillas y O. Escorihuela. Brotan en él muchos manantiales de escelentes aguas. El terreno en su mayor parte es arcilloso, con alguno arenisco y las cordilleras de calizo, las cuales crian buenos pastos y maderas. Los caminos conducen á los pueblos limítrofes en regular estado. El correo se recibe de la cap. de la prov. prod.: trigo, cebada, avena y otros granos menudos, hay unas 12,000 cab. de ganado lanar y caza menor. pobl.: 98 vec., 394 alm. riqueza imp.: 48,070 rs.
(Madoz, 1849, p. 97)

## Demografía
El Pobo cuenta con una población de 98 habitantes (INE 2024).
| Gráfica de evolución demográfica de El Pobo entre 1842 y 2021                                                       |
| |
| Población de derecho según los censos de población del INE Población de hecho según los censos de población del INE |

## Administración y política
| Período   | Alcalde                      | Partido |  |
| --------- | ---------------------------- | ------- |  |
| 1979-1983 | Próspero Izquierdo Benedicto | UCD     |  |
| 1983-1987 |                              |         |  |
| 1987-1991 |                              |         |  |
| 1991-1995 | Álvaro Casas Liberos         | PP      |  |
| 1995-1999 | Álvaro Casas Liberos         | PP      |  |
| 1999-2003 | Álvaro Casas Liberos         | PP      |  |
| 2003-2007 | Álvaro Casas Liberos         | PP      |  |
| 2007-2011 | Álvaro Casas Liberos         | PP      |  |
| 2011-2015 | Álvaro Casas Liberos         | PP      |  |
| 2015-2019 | José Gabriel Pérez Casas     | PP      |  |

| Partido político    | Partido político                                   | 2003   | 2007   | 2011   | 2015   |
| Partido político    | Partido político                                   | Ediles | Ediles | Ediles | Ediles |
|                     | Partido Popular de Aragón (PP)                     | 5      | 4      | 4      | 4      |
|                     | Chunta Aragonesista (CHA)                          | —      | —      | 0      | 1      |
|                     | Partido de los Socialistas de Aragón (PSOE-Aragón) | —      | 1      | 1      | 0      |
|                     | Partido Aragonés (PAR)                             | —      | —      | 0      | 0      |
| Total de concejales | Total de concejales                                | 5      | 5      | 5      | 5      |